# Otto Nordenskjöld (jurist)
Otto Gustaf Nordenskjöld, född den 6 maj 1834 i Karlskrona amiralitetsförsamling, död den 2 september 1901 i Kristianstad, var en svensk jurist. Han var sonson till Otto Henrik Nordenskjöld och far till Knut och Sune Nordenskjöld.
Nordenskjöld blev student vid Lunds universitet 1852, där han avlade examen till rättegångsverken 1860. Han blev vice häradshövding 1866. Nordenskjöld var auditör vid Smålands grenadjärbataljon 1867–1882. Han blev tillförordnad notarie i Skånska hovrätten 1869, notarie där 1878 samt aktuarie och arkivarie 1895. Nordenskjöld vilar i en familjegrav på Östra begravningsplatsen i Kristianstad.